# Jmění
Jmění je souhrn majetku osoby a jejích dluhů. Jde proto o souhrn všech aktiv a pasiv dané osoby, tedy těch věcí, práv a závazků, které mají určitou hospodářskou cenu.

## Historie
Jmění bylo zřejmě odjakživa bráno jako synonymum vlastnictví. Ve staročeštině se majetku říkalo slovy sbore, statek, jměnie. Slovo „jmění“ bylo vyjmuto ze slova „míti“, znamenalo tedy, že osoba, která majetek má, je vlastníkem.
V občanském zákoníku z roku 1964, který platil do konce roku 2013, jmění nijak definováno nebylo. České právo nicméně znalo zvláštní kategorii obchodního jmění, což byl soubor obchodního majetku (věcí, pohledávek a jiných práv a penězi ocenitelných hodnot, např. například práva obchodního tajemství nebo práva obchodní firmy, sloužících či určených podnikání) a závazků vzniklých podnikateli – fyzické osobě v souvislosti s jejím podnikáním, ne tedy vzniklých v souvislosti s jeho jinými aktivitami. U podnikající právnické osoby šlo naopak vždy o soubor jejího veškerého majetku a závazků. Bylo také známo nadační jmění, které se již označuje jako nadační kapitál.

## Pojem jmění
Od roku 2014 je podávána v § 495 občanského zákoníku legální definice jmění pro všechny osoby, podnikající i nepodnikatele – jměním osoby je souhrn jejího majetku a dluhů. Vzhledem k tomu může mít, na rozdíl od majetku, i zápornou peněžní hodnotu (předlužené jmění). Co se týče majetku, je chápán šířeji, patří sem všechny věci v právním smyslu, naopak nespadají do něj osobnostní statky člověka nebo ty nehmotné statky, které jsou předmětem osobnostních práv.

## Zvláštní případy jmění
Společné jmění manželů je tvořeno vším, co manželům náleží a má majetkovou hodnotu, ledaže si mezi sebou ujednají něco jiného nebo je rozhodnutím soudu zúženo. Rodiče pak mají zvláštní povinnost pečovat o jmění dítěte.
Organizovaný soubor jmění, který vytvořil podnikatel a který z jeho vůle slouží k provozování jeho činnosti, je obchodní závod (dříve podnik). Naproti tomu základní kapitál tvoří jen souhrn vkladů, tvoří tedy pouze část jmění obchodní korporace.
Po smrti fyzické osoby se z celého jmění zůstavitele, s výjimkou práv a povinností, které jsou vázány výlučně na jeho osobu, stává pozůstalost.